# Heinrich Harder

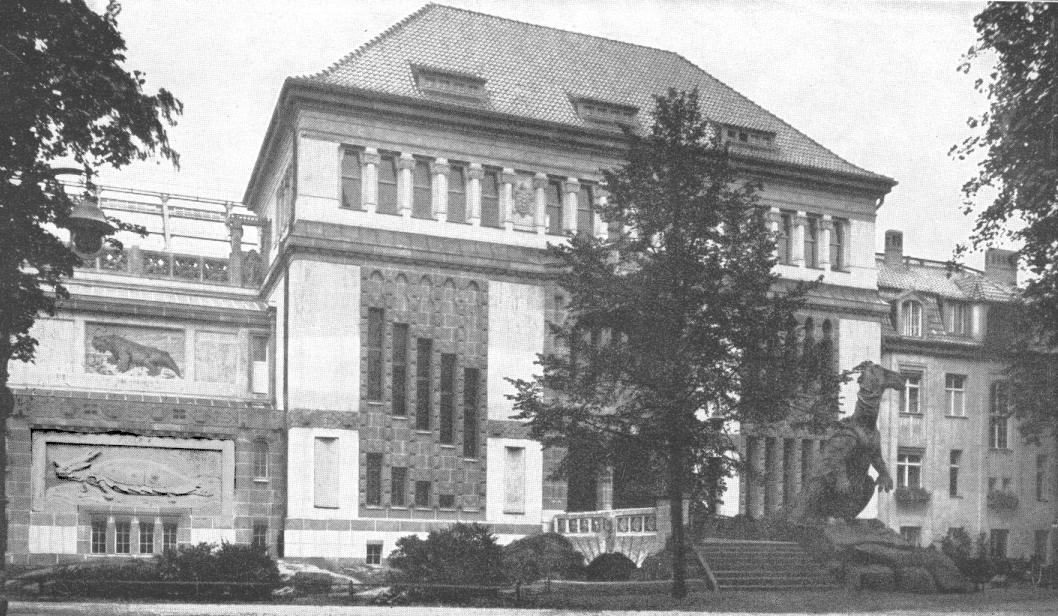
La vecchia facciata dell'Aquarium di Berlino con la scultura dell'Iguanodonte di Harder

Heinrich Harder (Putzar, 2 giugno 1858 – Berlino, 5 febbraio 1935) è stato un artista tedesco.

## Biografia

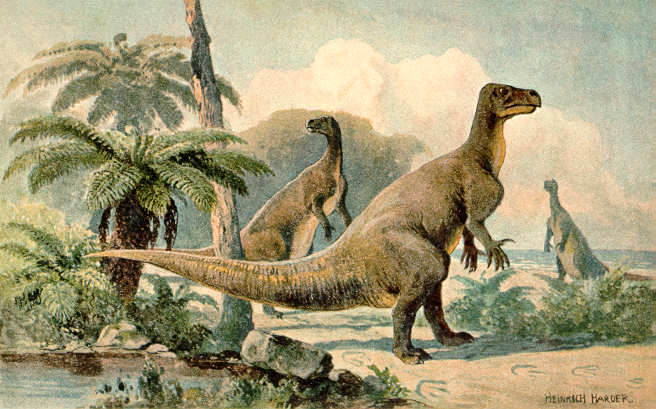
Illustrazione di un Iguanodonte (ca. 1916)

La nascita di Heinrich Harder è segnata, nel 1858, nel registro delle nascite nella chiesa di Putzar. Era figlio di Karl Harder, un agricoltore che lavorava al Gut Putzar; passò i primi anni a Putzar, in seguito si trasferì a Berlino per le Höhere Knabenschule e infine frequentò la Dorotheenstädtische Realschule.
Dal 1874 al 1876 frequentò la Königliche Kunstschule (Reale scuola d'arte) a Berlino, il cui direttore era Martin Gropius, e passò in seguito per la formazione pratica nell'atelier di Paul Gropius. Dall'aprile 1890 fino al 1892 studiò con Eugen Bracht alla Königlichen akademische Hochschule für die bildenden Künste Malerei (Scuola superiore accademica reale per le arti figurative e pittura) e lavorò in seguito principalmente come pittore paesaggista. Nel 1900 Harder realizzò 60 litografie ci carattere paleoartistico per la serie di carte Tiere der Urwelt (animali del mondo primordiale) del produttore di cacao e cioccolata Theodor Reichardt, di Amburgo, su cui sono raffigurati sauri, trilobiti, ammoniti e mammiferi scomparsi.
La scrittore Wilhelm Bölsche, con cui collaborò dal 1898, descrisse gli animali sul retro delle carte. Bölsche nel 1906 pubblicò articoli sul pianeta Terra sul settimanale illustrato Die Gartenlaube; tali articoli vennero illustrati da Harder, come pure i lavori di Bölsches Tierbuch (1908) e Tierwanderungen in der Urwelt (1914). Nel 1910 consegnò per conto del produttore di cioccolata Ludwig Stollwerck, di Colonia, i disegni per le figurine della Stollwerck-Sammelbilder, e per lo Stollwerck-Sammelalbum No. 11.
Harder insegnò arte, dal 1906 al 1923, alla Hochschule für Bildende Künste. Espose nel 1901 alla Grosse Berliner Kunstausstellung dipinti ispirati ai paesaggi dei dintorni di Luneburgo, del Meclemburgo, dei monti dell'Harz, della Svezia e della Svizzera.

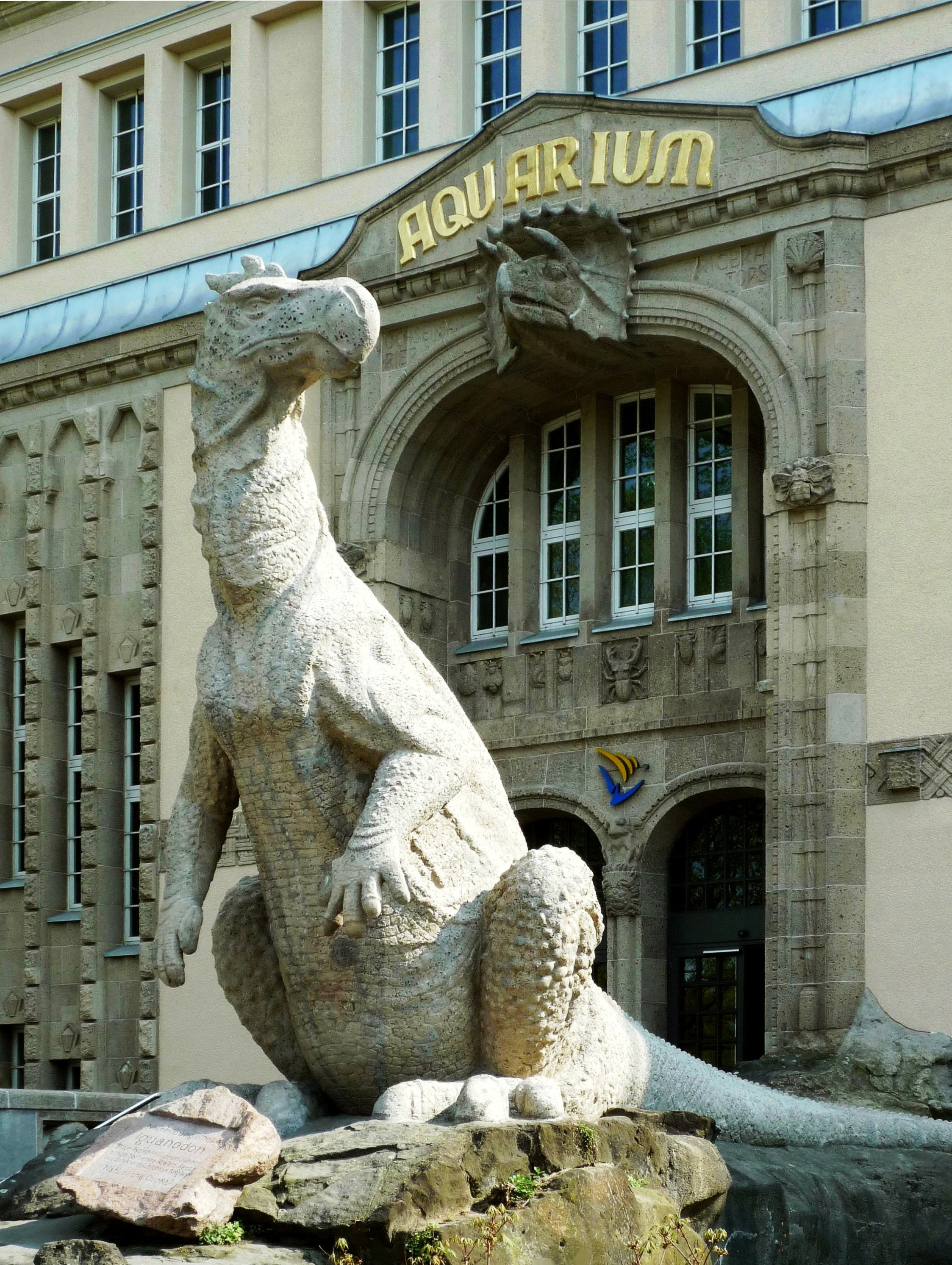
Scultura dell'iguanodonte davanti all'Aquarium

Nel 1913 fu aperto l'Aquarium del Zoologischer Garten Berlin, e Harder decorò la facciata con rappresentazioni di sauri, Archelon, ammoniti, anfibi estinti e un placoderma. Con la ricostruzione dell'Aquarium dopo la  seconda guerra mondiale i mosaici di Harder, gravemente danneggiati non poterono essere risistemati per carenze economiche. Nel 1977 furono ritrovati quattordici disegni originali, che servirono da modello per il restauro della decorazione muraria nel 1978. Tra le più note opere di Harder c'è la scultura di iguanodonte posta all'ingresso dell'Aquarium, sul lato dello zoo.
Harder è sepolto a Friedhof Steglitz.